# Semion Ignatiev
Pour les articles homonymes, voir Ignatiev.
Semion Denissovitch Ignatiev (russe : Семён Денисович Игнатьев), né le 14 septembre 1904 à Karlivka (Empire russe) et mort le 27 novembre 1983 à Moscou, est un homme politique soviétique.

## Biographie
Fils de moujik, Ignatiev naît à Karlivka, dans l'Empire russe. Il entre dans la Tchéka en 1920 et adhère au Parti communiste d'Union soviétique en 1926.
Il étudie l'ingénierie aéronautique à Moscou entre 1931 et 1934. Pendant de nombreuses années, c'est un apparatchik, qui sert comme secrétaire du Parti en République de Bouriatie, en République de Bachkirie (1943-1946), en Biélorussie (1947-1949) et en Ouzbékistan (1949-1950). À ce dernier poste, il est secrétaire du bureau du PCUS pour toute l'Asie centrale.
Il est appelé à Moscou en 1950. Staline souhaitait qu'Ignatiev puisse contrer l'influence de Lavrenti Beria et de Viktor Abakoumov, les deux chefs officiels de la police politique soviétique à cette date. En 1951, il est ainsi choisi par Staline pour remplacer Abakoumov en tant que ministre de la Sécurité d'État (MGB, successeur du NKVD) de l'Union soviétique.
Sur ordre personnel de Staline, Ignatiev est chargé d'instruire le dossier concernant le prétendu « Complot des blouses blanches » et contribue à propager l'antisémitisme dans le pays. Il supervise aussi les actions pénales brutales diligentées à l'encontre des membres du Comité antifasciste juif.
Il est membre du Comité central du PCUS de 1952 à 1961. Il a été aussi un membre du Politburo dans les derniers mois de la dictature stalinienne. 
Immédiatement après la mort de Staline, il perd la plus grande partie de ses attributions, Béria absorbant le MGB dans le MVD. Ignatiev ayant été « l'homme de paille » de Staline, et risquant la mort s'il n'exécutait pas les ordres de ce dernier, il n'est pas inquiété après le décès du dictateur. Il est seulement « relégué » en Bachkirie (où il avait déjà exercé des fonctions politiques) de 1953 à 1956 et termine sa carrière politique, plutôt paisiblement, en tant que premier secrétaire du parti dans la République des Tatars (1957-1960). Il prend sa retraite en 1960.
À la différence de Guenrikh Iagoda, Nikolaï Iejov, Lavrenti Beria, Viktor Abakoumov, Vsevolod Merkoulov, Bogdan Koboulov, qui furent tous exécutés, Ignatiev a été l'une des très rares personnalités chargées de la répression politique sous l'ère stalinienne à ne pas être exécuté. Il meurt en effet le 27 novembre 1983 à l'âge de 79 ans. Il est enterré au cimetière de Novodievitchi à Moscou, comme beaucoup de membres de l'élite soviétique.

## Sources
- Pavel Soudoplatov, Missions spéciales : mémoires d'un maître-espion soviétique, Paris, Seuil, 1994  (ISBN 2020218453),  chapitre « Notices biographiques », p. 594.
- Yoram Gorlitzki et Oleg Khlevniuk, Cold Peace: Stalin and the Soviet Ruling Circle, 1945-1953, Oxford, 2004.
- Jean-Jacques Marie, Staline, Paris, 2001.
- Simon Sebag Montefiore, Staline : dans la cour du Tsar rouge, Londres, 2004.